# ロドニー・ジョーンズ
ロドニー・ジョーンズ（Rodney Jones、1956年8月30日 - ）は、アメリカ合衆国のジャズ・ギタリスト。ジャッキー・バイアード、チコ・ハミルトン、ディジー・ガレスピー、レナ・ホーンらと共演し、バンドリーダーも務めた。彼は現代の4度和音を用いるジャズ・ギタリストとして知られている。ジョーンズはジュリアード音楽院の教員を務めている。

## ディスコグラフィ
クレジットはオールミュージックとBandcampから引用。

### リーダー・アルバム
- The Liberation of Contemporary Jazz Guitar (1977年、Strata-East)
- 『アーティクレーション』 - Articulation (1978年、Timeless)
- 『ホエン・ユー・フィール・ザ・ラヴ』 - When You Feel the Love (1981年、Timeless)
- Friends (1981年)
- 『マイ・ファニー・バレンタイン』 - My Funny Valentine (1983年、Timeless) ※with トミー・フラナガン
- The Unspoken Heart (1992年、Minor Music)
- The "X" Field (1996年、MusicMasters)
- Right Now (1996年、Minor Music)
- The Undiscovered Few (1999年、Blue Note)
- 『ソウル・マニフェスト』 - Soul Manifesto (2001年、Blue Note)
- Soul Manifesto Live! (2003年、Savant)
- Dreams and Stories (2005年、Savant)
- A Thousand Small Things (2009年、18th & Vine)

### 参加アルバム
ルース・ブラウン
- 『ブルース・オン・ブロードウェイ』 - Blues On Broadway (1989年、Fantasy)
- 『ファイン・アンド・メロウ』 - Fine and Mellow (1992年、Fantasy)
- 『ザ・ソングス・オブ・マイ・ライフ』 - The Songs of My Life (1993年、Victor)
- R+B=Ruth Brown (1997年、Bullseye Blues)

レナ・ホーン
- 『ウィル・ビー・トゥギャザー・アゲイン』 - We'll Be Together Again (1994年、Blue Note)
- 『リナ・ホーンの夜』 - An Evening with (1995年、Blue Note)
- Being Myself (1998年、Blue Note)

ジミー・マクグリフ
- You Ought to Think About Me (1990年、Headfirst)
- 『ライト・ターン・オン・ブルー』 - Right Turn On Blue (1994年、Telarc) ※with ハンク・クロフォード
- McGriff's Blues (1994年、K-Tel)
- Straight Up (1998年、Milestone)
- McGriff's House Party (2000年、Milestone)
- McGriff Avenue (2002年、Milestone)

メイシオ・パーカー
- 『ルーツ』 - Roots Revisited (1990年、Minor Music)
- 『モ・ルーツ』 - Mo' Roots (1991年、Verve)
- 『プラネット・グルーヴ～ライヴ!』 - Life on Planet Groove (1992年、Minor Music)
- 『サザン・エクスポージャー』 - Southern Exposure (1993年、Minor Music)
- Roots Revisited: The Bremen Concert (2015年、Minor Music)

ラッキー・ピーターソン
- Organ Soul Sessions: Brother Where Are You? (2009年、Universal/EmArcy)
- Organ Soul Sessions: Mercy (2009年、Universal/EmArcy)
- Organ Soul Sessions: The Music Is the Magic (2009年、Universal/EmArcy)
- Organ Soul Sessions (2009年、Universal/EmArcy)

その他
- ブライアン・カルバートソン : 20 Anniversary Tour (2015年、Oakland)
- カール・アレン & ロドニー・ウィテカー : Get Ready (2007年、Mack Avenue)
- カール・アレン & ロドニー・ウィテカー : Work to Do (2009年、Mack Avenue)
- アーネスティン・アンダーソン : Love Makes the Changes (2003年、HighNote)
- ヴィクター・ベイリー : 『ボトムズ・アップ』 - Bottom's Up (1989年、Atlantic)
- ハミエット・ブルイエット : Makin' Whoopee (1997年、Mapleshade)
- レイ・ブラウン : Blues for Jazzo (1998年、Prevue)
- レイ・ブラウン : Moonlight in Vermont (1998年、Prevue)
- ケニー・バレル : 『3ギターズ・アット・ヴァンガード』 - Generation (1987年、Blue Note)
- ケニー・バレル : Pieces of Blue and the Blues (1988年、Blue Note)
- アン・ハンプトン・キャラウェイ : Signature (2002年、N-Coded Music)
- ジェームス・カーター : 『プレゼント・テンス』 - Present Tense (2008年、EmArcy)
- レジーナ・カーター : 『リズム・オブ・ザ・ハート』 - Rhythms of the Heart (1999年、Verve)
- キーシャ・コール : 11:11 Reset (2017年、Epic)
- ラリー・コリエル : 『アランフエス協奏曲』 - Sketches of Coryell (1996年、Shanachie)
- ノア・クレシェフスキー : The Twilight of the Gods (2010年、Tzadik)
- ノア・クレシェフスキー : The Four Seasons (2013年、Tzadik)
- チャールズ・アーランド : 『カミング・トゥ・ユー・ライヴ』 - Coming to You Live (1980年、Columbia)
- イリアーヌ・イリアス : 『エヴリシング・アイ・ラヴ』 - Everything I Love (1999年、Blue Note)
- ピー・ウィー・エリス : Sepia Tonality (1994年、Minor Music)
- ディジー・ガレスピー : 『ディジーズ・パーティ』 - Dizzy's Party (1976年、Pablo)
- チコ・ハミルトン : 『チコ・ハミルトン・アンド・ザ・プレイヤーズ』 - Chico Hamilton and the Players (1976年、Blue Note)
- ドナルド・ハリソン : 『フリー・トゥ・ビー』 - Free to Be (1999年、Impulse!)
- ヴィンセント・ハーリング : 『アメリカン・エクスピエリエンス』 - American Experience (1990年、MusicMasters)
- ジェニファー・ホリデイ : 『ザ・ソング・イズ・ユー』 - The Song Is You (2013年、Shanachie)
- デイヴ・コーズ : 『アット・ザ・ムービーズ』 - At the Movies (2007年、Capitol)
- カーメン・ランディ : 『ナイト・アンド・デイ』 - Night and Day (1987年、CBS/Sony)
- グロリア・リン : This One's On Me (1998年、HighNote)
- クリスチャン・マクブライド : 『ブリンギン・イット』 - Bringin' It (2017年、Mack Avenue)
- ヒューストン・パーソン : The Opening Round (1997年、Savant)
- ヒューストン・パーソン : I'm Just a Lucky So and So (2019年、HighNote)
- アイリーン・リード : Movin' Out (2003年、Savant)
- アイリーン・リード : Thanks to You (2004年、Savant)
- ヒルトン・ルイス : El Camino (1988年、Novus)
- ヒルトン・ルイス : 『ストラッティン』 - Strut (1989年、Novus)
- ドクター・ロニー・スミス : Too Damn Hot (2004年、Palmetto)
- ビリー・ストレイホーン : Lush Life (2007年、Blue Note)
- アキラ・タナ : Secret Agent Men (2002年、Sons of Sound)
- フランキー・ヴァリ : Romancing the '60s (2007年、Universal Motown)
- フレッド・ウェズリー : Comme Ci Comme Ca (1991年、Minor Music)
- ルーベン・ウィルソン : Azure Te (2009年、18th & Vine)